# Alive 4 U!!!!
『Alive 4 U!!!!』（アライブ フォー ユー!!!!）は、2016年8月3日に発売されたチャオ ベッラ チンクエッティのスタジオ・アルバム。

## 解説
2016年4月16日に行われた全国ツアーの新宿BLAZE公演にて、同年8月3日にNEWアルバムを発売することが発表された。
【ろびゆき盤】と【TWINS盤】の2種をリリース。収録曲はどちらも同じだが（ボーナストラックを除く）その曲順が異なり、【ろびゆき盤】は岡田ロビン翔子と後藤夕貴が、【TWINS盤】は橋本愛奈と諸塚香奈実がそれぞれの曲順を決定。すでにシングル化されている曲と、これまでライブでは披露してきたが音源化はされていなかった曲が主で、このアルバムのために書かれた新曲は『BOOM!×3 ～ジェラしっちゃうぞ！焦らしっちゃうぞ！～』の一曲のみ。アルバムのジャケット内に書かれている曲のリストはメンバーによる手書き（showroom「チャオ ベッラ チンクエッティ会議!!!!!第89回」で書いている様子を放送）。ボーナストラックの収録には、 UNICORN（ユニコーン）の手島いさむが参加している。
本作発売から2年後の2018年8月2日をもってグループ自体が解散となったため、チャオ ベッラ チンクエッティ名義としては唯一のスタジオ・アルバムとなった。

## 収録曲

### ろびゆき盤
1. True Hearts ～ファンタスチック4～ Ver.A
作詞・作曲・編曲：Mt.3、specialvoice：山寺宏一
2. ギミバニラ！
作詞・作曲・編曲：Mt.3
3. 一期一会
作詞：三浦徳子、作曲：中島卓偉、編曲：宮永治郎
4. どうしよう、わたし
作詞：福田花音、作曲・編曲：AKIRA
5. 表参道（Alive 4 U!!!! Ver.）
原曲：Waterloo Road（Les Champs-Élysées）
作詞・作曲：Michael Antony Deighan & Michael Wilshaw、日本語詞：KAN
6. 二子玉川（橋本愛奈 Ver.）
作詞・作曲：角田崇徳、編曲：鈴木俊介
7. Never Never Give Up（Alive 4 U!!!! Ver.）
作詞：つんく♂、作曲・編曲：和田俊輔
8. BOOM!×3 ～ジェラしっちゃうぞ！焦らしっちゃうぞ！～
作詞・作曲・編曲：Mt.3
9. ハイパー！！ハピネス！！（2015.12.27 豊洲PIT Ver.）
作詞・作曲：本上遼、編曲：本上遼/原田勝通
10. Pi-Kan♡Sweet Emotion!
作詞・作曲・編曲：Mt.3
岡田ロビン翔子ボーカル曲[1]。
11. キャモン！～主役は私だ！（お前もな！）～
作詞・作曲・編曲：Mt.3
諸塚香奈実ボーカル曲[1]。
12. スタート
作詞・作曲・編曲：中島卓偉
13. True Hearts ～ファンタスチック4～ Ver.B
作詞・作曲・編曲：Mt.3
14. GOOD NIGHT SONG(ボーナストラック)
作詞・作曲：つんく♂、Guitar：TESSY、Bass：リウ、Percussion：原田勝通

### TWINS盤
1. ハイパー！！ハピネス！！（2015.12.27 豊洲PIT Ver.）
作詞・作曲：本上遼、編曲：本上遼/原田勝通
2. スタート
作詞・作曲・編曲：中島卓偉
3. Never Never Give Up（Alive 4 U!!!! Ver.）
作詞：つんく♂、作曲・編曲：和田俊輔
4. BOOM!×3 ～ジェラしっちゃうぞ！焦らしっちゃうぞ！～
作詞・作曲・編曲：Mt.3
5. 表参道（Alive 4 U!!!! Ver.）
原曲：Waterloo Road（Les Champs-Élysées）
作詞・作曲：Michael Antony Deighan & Michael Wilshaw、日本語詞：KAN
6. どうしよう、わたし
作詞：福田花音、作曲・編曲：AKIRA
7. 二子玉川（橋本愛奈 Ver.）
作詞・作曲：角田崇徳、編曲：鈴木俊介
8. True Hearts ～ファンタスチック4～ Ver.A
作詞・作曲・編曲：Mt.3、specialvoice：山寺宏一
9. キャモン！～主役は私だ！（お前もな！）～
作詞・作曲・編曲：Mt.3
10. Pi-Kan♡Sweet Emotion!
作詞・作曲・編曲：Mt.3
11. 一期一会
作詞：三浦徳子、作曲：中島卓偉、編曲：宮永治郎
12. ギミバニラ！
作詞・作曲・編曲：Mt.3
13. True Hearts ～ファンタスチック4～ Ver.B
作詞・作曲・編曲：Mt.3
14. Dream More Dreams!(ボーナストラック)
作詞・作曲：つんく♂、Guitar：TESSY、Bass：リウ、Percussion：原田勝通

## クレジット
- Chief Director：橋本 慎
- Director：たいせい
- Mixing Engineer：脇坂了 柳澤武志 高崎晟
- Mastering Engineer：吉良武男（TEMAS）
- Label Producer：武藤玲子
- Sales Promotion：川田和彦 藤井美菜子
- Promotion：大谷直哉 柳瀬順一 伊藤未幸
- Artist Producer：瀬戸由紀男 本田洋一
- Artist Management：小黒秀樹
- Photographer：TOMMY
- Package Art Director：鈴木利幸（united lounge tokyo）
- Package Design：林 愛子（united lounge tokyo）
- Hair&Make-up：田中陽子（roraima） 菅長ふみ（roraima）
- Stylist：三村恵理香
- Package Coordinator：宮崎すすむ 後藤正樹
- Executive Producer：山崎直樹